# Геннадиевская Библия
Геннадиевская Библия — первый в истории славянской кириллической письменности полный свод библейских книг Ветхого и Нового Заветов в переводе на церковнославянский язык, ставший основой печатных изданий Библии на восточнославянских землях. Был подготовлен в новгородском скриптории при участии Дмитрия Герасимова по инициативе и под руководством архиепископа Геннадия Новгородского. Работа по кодификации славянской Библии была окончена к 1499 году.

## Старые переводы
Геннадий поставил задачу собрать книги Священного Писания в единую Библию на славянском языке. Он организовал поиск частей славянской Библии по монастырям и соборам. Существующие славянские переводы книг Ветхого завета были выполнены с Септуагинты. Все переводы делились на четыре части:
- Кирилло-мефодиевские (863): Евангелие, Псалтырь, Апостол
- Мефодиевские (после 885): Книга Царств, Иов, Аггей, Захария, Малахия, Притчи, Экклезиаст, Апокалипсис.
- Симеоновы: Пятикнижие,  Судей, Иисуса Навина, Руфь, Книги пророков Исаии, Иеремии (Главы 26-45, 52), Иезекииля (Главы 1-44, 47-48), Даниила, Осии, Иоиля, Амоса, Авдия, Ионы, Михея, Наума, Аввакума, Софонии.
- Переводы XII века: Есфирь, Песнь песней

## Новые переводы
Часть книг найти не удалось (Паралипоменон, книги Ездры, Маккавеев, Неемии, Товит, Юдифь), и их к 1493 году перевёл с латинской вульгаты хорватский католический монах Вениамин из Эммаусского монастыря в Праге.

## Значение и дальнейшая судьба
Геннадиевская Библия была положена в основу печатной Библии Ивана Фёдорова, изданной в Остроге на Волыни в 1580—1581 годах (см. Острожская Библия). С началом церковной реформы во второй половине XVII века началась работа по редактированию библейских текстов.
Затихая и вновь активизируясь, работа по совершенствованию Геннадиевской Библии продолжалась до 1740-х годов, когда был издан окончательный текст — так называемая Елизаветинская Библия (до сего дня используемая во время богослужения Православной Церковью в России и других славянских странах). Она создавалась на основе новых самостоятельных переводов с греческого, латинского и еврейского текстов, с использованием новых языковых правил и норм, и в результате значительно отличается от Геннадиевской Библии.

## Вид
Хранится в Государственном историческом музее — собрание Син. № 915. Библия содержит 1007 листов in folio, в кожаном на досках переплёте. Рукопись написана мелким полууставом кон. XV в.